# Hôtel-Dieu de Paris

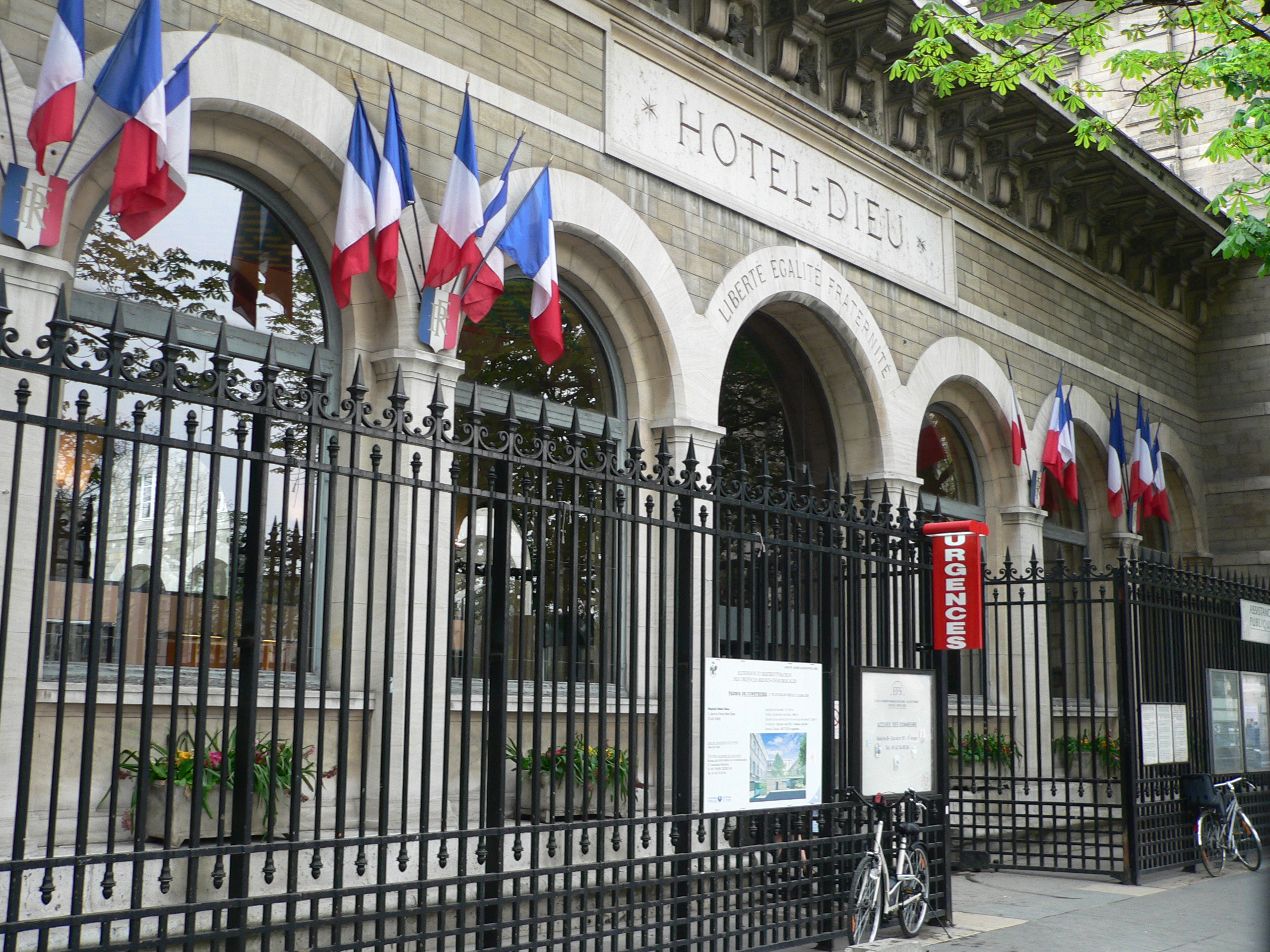

O Hôtel-Dieu de Paris é considerado o mais antigo hospital da cidade de Paris, França. Consta que foi fundado por São Landerico de Paris em 661, entre os séculos VII e XVII foi diversas vezes reconstruído, a arquitetura atual remonta a 1877. O hospital é ligado à Faculdade de Medicina da Université Paris-Descartes.
Dentre os médicos que trabalharam no Hôtel-Dieu constam:
- Marie François Xavier Bichat (1771–1802)
- Apollinaire Bouchardat (1806–1886)
- Pierre-Joseph Desault (1744–1795)
- Paul Georges Dieulafoy (1839–1911)
- Guillaume Dupuytren (1777–1835)
- Henri Albert Hartmann (1860–1952)
- Louis Lémery (1677–1743)
- Philippe-Jean Pelletan (1747-1829)
- Joseph Claude Anthèlme Récamier (1774–1852)
- Philibert-Joseph Roux (1780–1854)
- Antoine Joseph Jobert de Lamballe (1799-1867)
- Armand Trousseau (1801–1867)
- Ambroise Paré (1532-1537)
- Henri-Marie Husson (1772-1853)
- Alexandre Bertrand (1795-1831)
- Joseph-Claude-Anthelme Récamier(1774–1852)